# Сийский иконописный подлинник
Сийский иконописный подлинник — иконописный подлинник, собрание листов-переводов (прорисей) с различных икон, составленное во второй половине XVII века в Антониево-Сийском монастыре. Эти листы использовались в качестве образцов иконописцами монастыря, а в конце XVII века они были объединены в сборник. Сийский иконописный подлинник известен в двух книгах: Большой, или Лицевой, содержащий прориси и гравюры с небольшим предисловием, и Малый, или Толковый, включающий описания изображений с иллюстрациями.

## История создания
Сборник был составлен во второй половине XVII века архимандритом Антониево-Сийского монастыря Никодимом. Никодим (в миру — Василий Мамонтов по прозвищу Шуренга) был иконописцем ещё до пострижения, и уже будучи монахом, продолжал заниматься и иконописью, и гравированием. Ему принадлежит около 40 из 500 листов сборника.

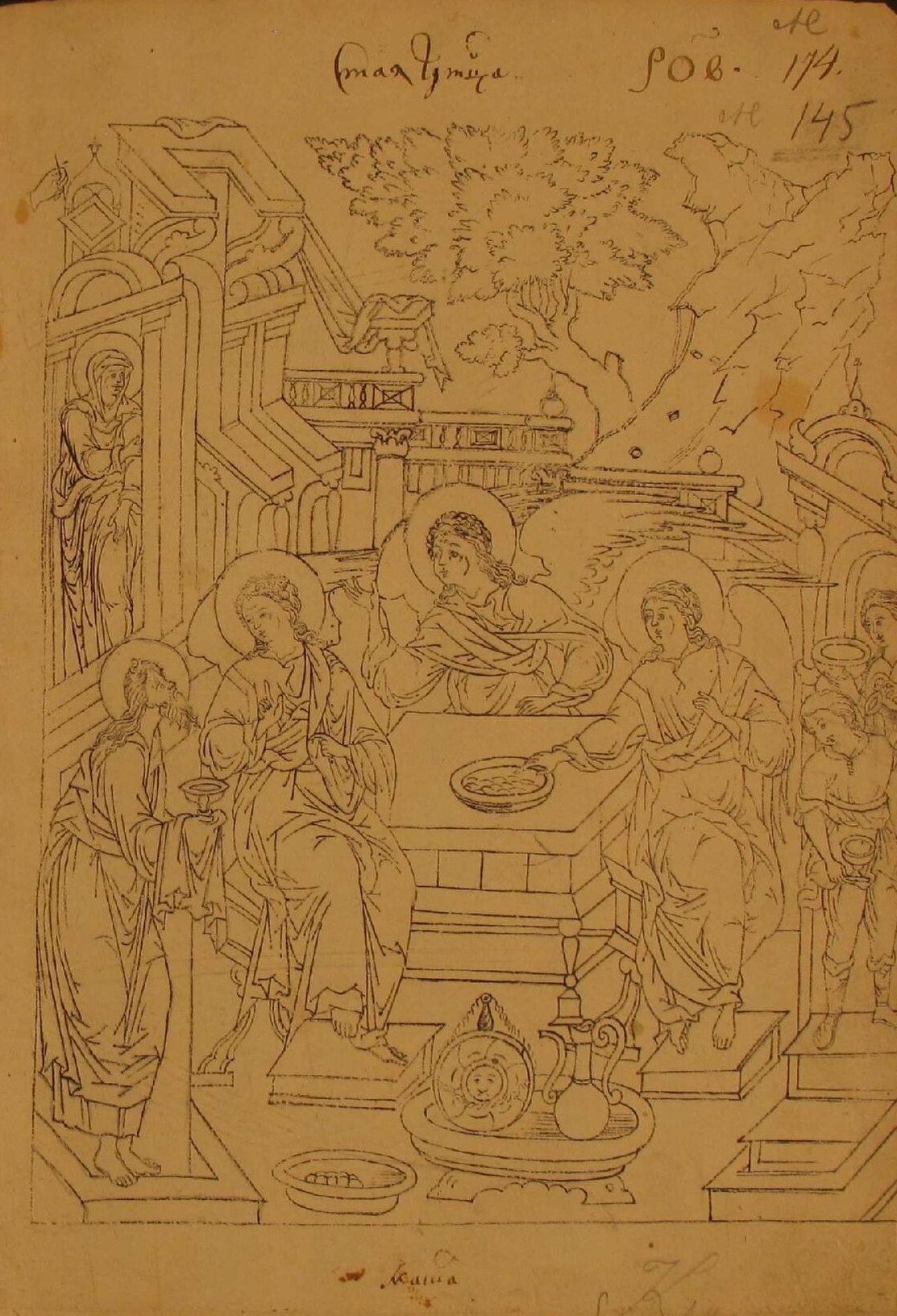
Иван Москалёв. Троица ветхозаветная.

В XVI и XVII веках в Сийском монастыре работала большая иконописная мастерская. Мастера использовали в своей практике отдельные листы — прориси, снятые с образцовых икон.
Для изготовления прориси на иконной доске специальной краской обводились все контуры. Затем к ней прикладывали лист влажной бумаги, на котором отпечатывался только что нанесённый контур. Полученное на бумаге изображение называли прорисью.

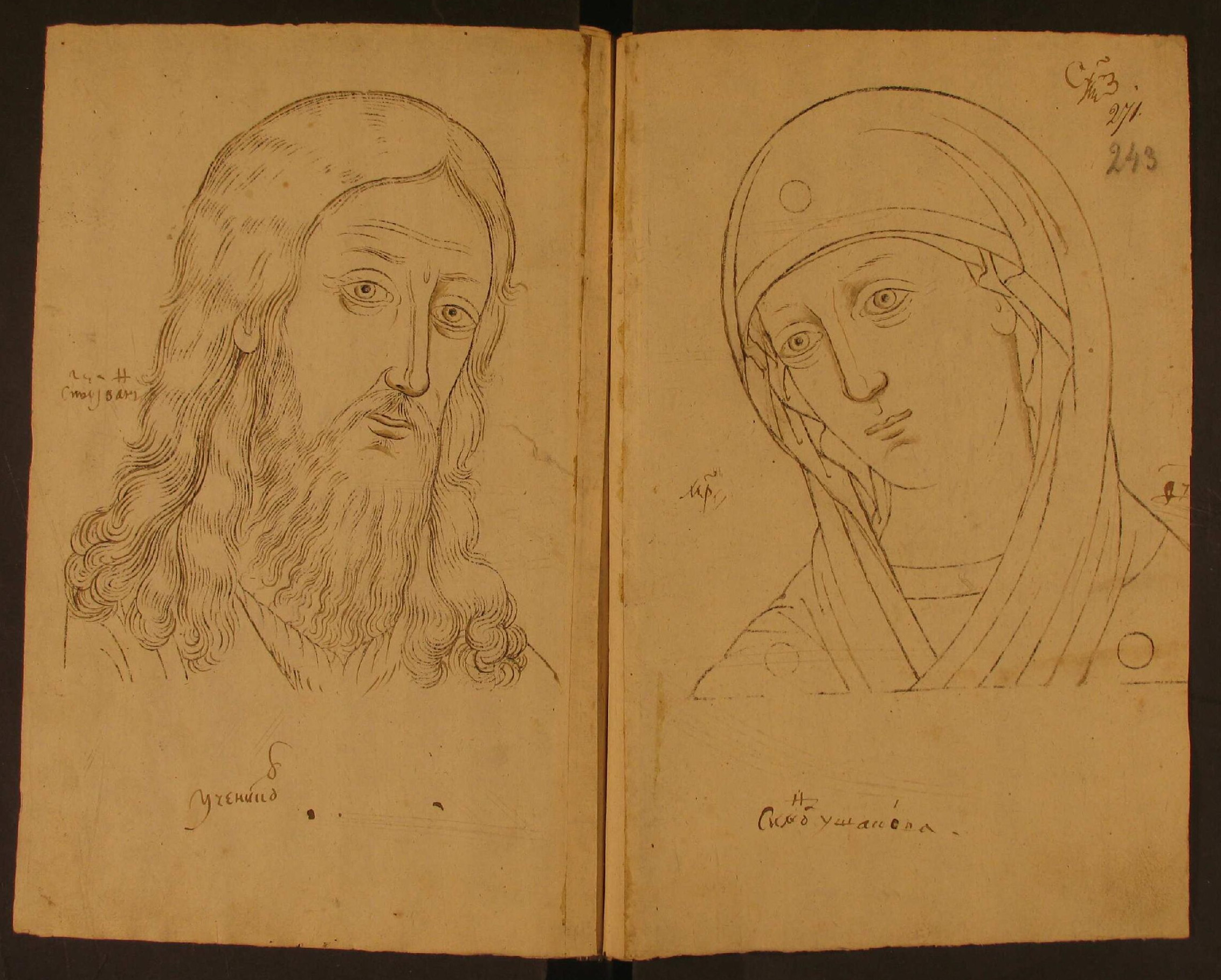
Симон Ушаков. Деисус.

Первоначально иконописцы использовали отдельные листы, которые были затем сброшюрованы в сборники. Различные исследователи датируют создание сборников по-разному — от 1660 года до конца XVII века. Местом сбора прорисей называют Москву, Антониево-Сийский монастырь, Сольвычегодск и, возможно, Устюг . Толковый подлинник датируют 1660 годом, но и впоследствии в него вклеивали отдельные листы и целые тетради. Документы сообщают, что в 1670 году Никодим передал в монастырскую библиотеку свою коллекцию прорисей, которую собирал около полувека. Эти образцы были систематизированы, дополнены оттисками монастырской типографии, листами иностранных библий и легли в основу Лицевого подлинника. Сборники Сийского иконописного подлинника впервые упоминаются в монастырской описи 1742 года.

## История изучения

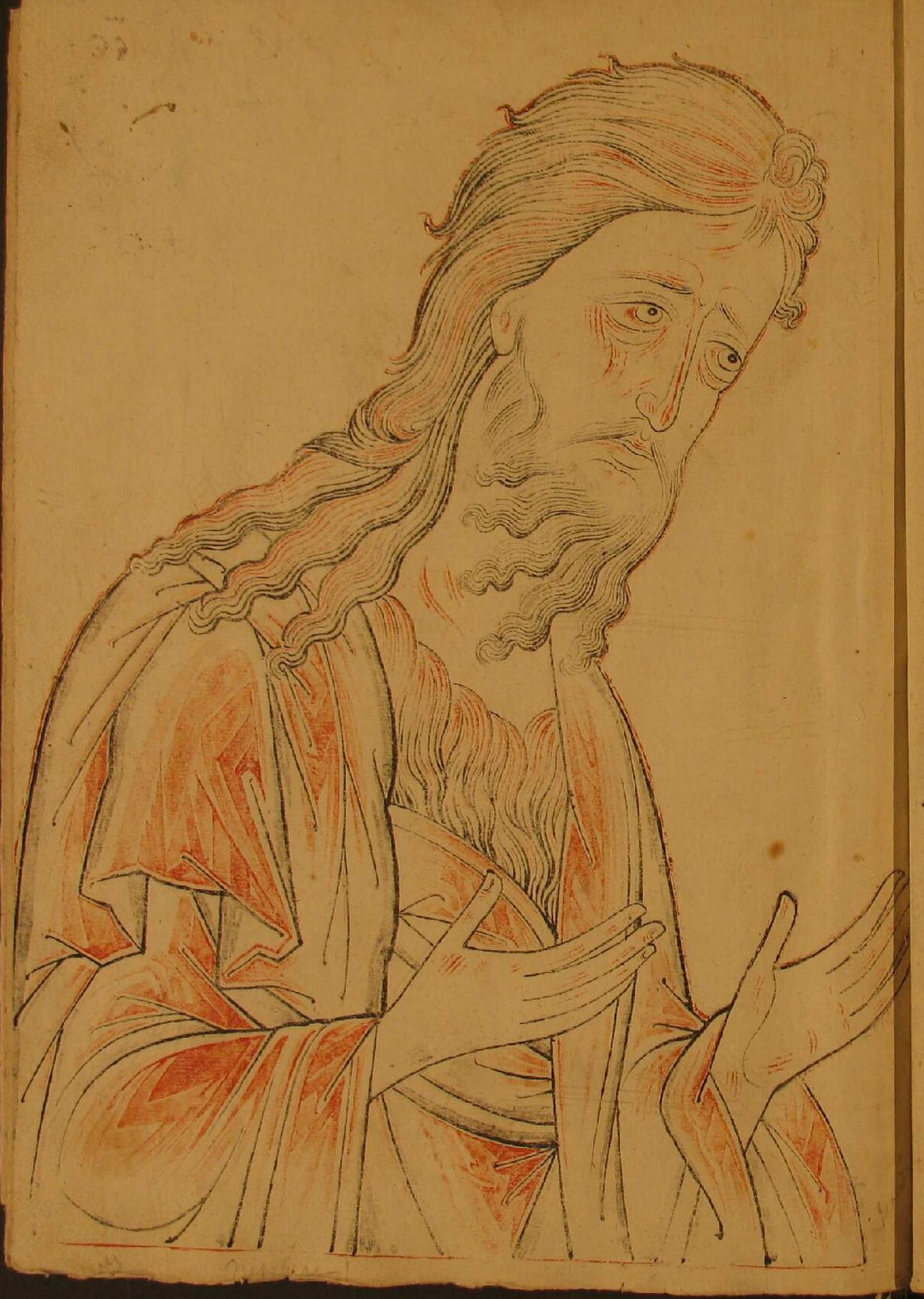
Неизвестный автор. Иоанн Предтеча. Деисус.

До XIX века оба тома иконописного подлинника хранились в библиотеке Сийского монастыря. В дальнейшем Лицевой подлинник оказался у московских коллекционеров, а в 1881 г. был приобретён графом С. Д. Шереметевым для музея Императорского общества любителей древней письменности. Ранее из тома были изъяты некоторые листы (русские гравюры), которые оказались в коллекции Д. А. Ровинского (ныне в ГМИИ им. А.С. Пушкина). В 1895—1898 годах Н. В. Покровский опубликовал Лицевой подлинник, снабдив его подробным комментарием с иконографическим разбором изображённых сцен. В настоящее время (с 1932 года) Лицевой подлинник хранится в Российской национальной библиотеке (ОЛДП. Ф. 536. Оп. 1. Ед. хр. F. 88. 537 л.). Формат книги: 31×24,5 см.

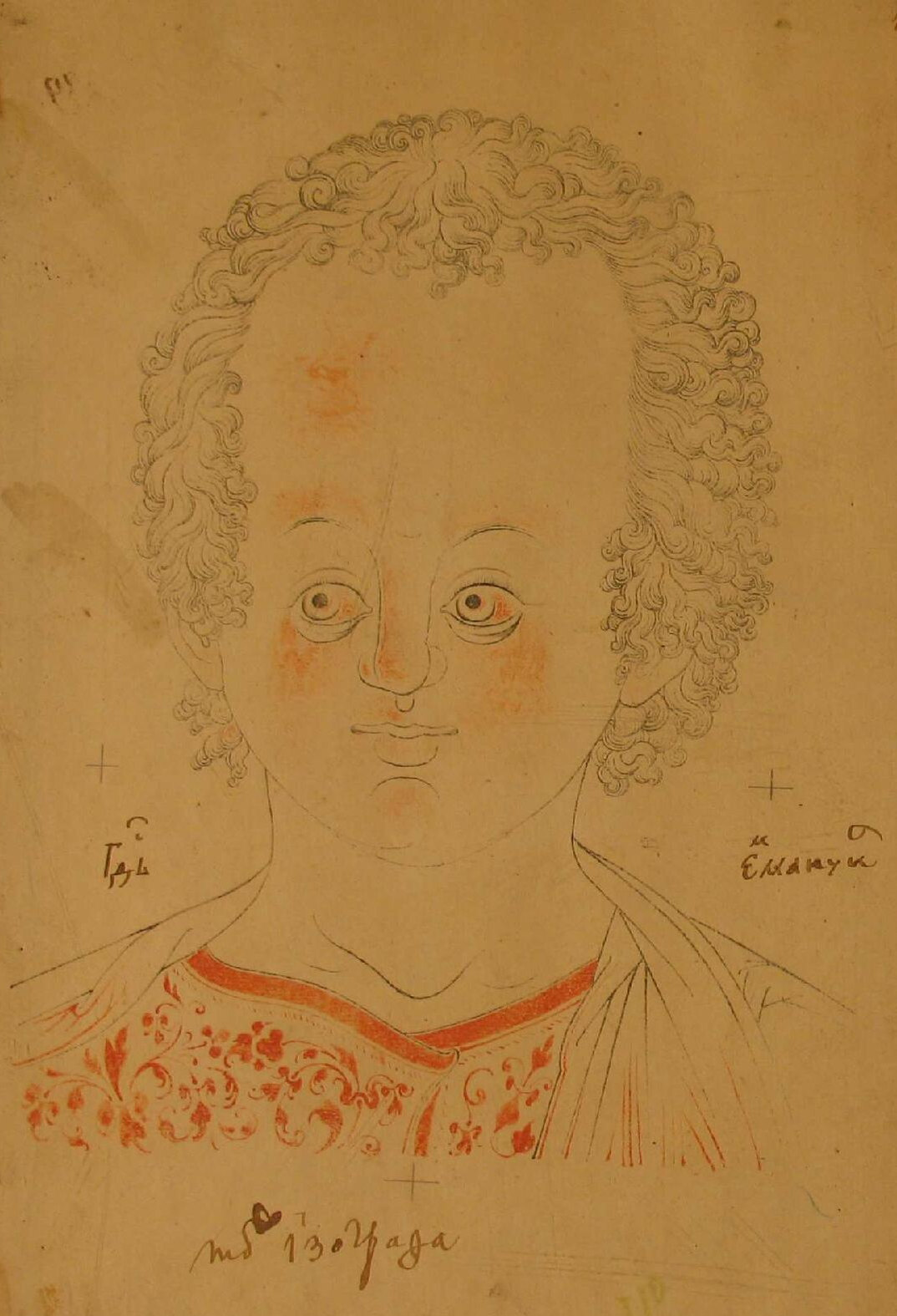
Прокопий Чирин. Спас Эммануил.

Толковый подлинник оставался в Сийском монастыре, пока не был вывезен в Архангельск. Архангельский епархиальный церковно-археологический комитет осуществил почти полный вывоз монастырского архива в 1887—1917 годах. В 1927 году архив и библиотеку перевозят в Ленинград, а с 1931—1932 г. Толковый подлинник хранится в Библиотеке Академии наук СССР (БАН. Арханг. С. 205. В 4°. 358 л.). Формат книги: 21,7×15,0×7,3 см.
В Лицевой сборник вошли прориси с древних образов, приписываемых апостолу Луке, Петру-митрополиту, а также с икон известнейших мастеров XVII века: Прокопия Чирина, Симона Ушакова, Фёдора Евтихеева Зубова, Семёна Спиридонова Холмогорца и других. Особое место занимают работы «Васки Мамонтова», впоследствии принявшего монашество и ставшего архимандритом Никодимом Сийским.
Анализируя состав Лицевого подлинника, Н. В. Покравский отметил что большая часть листов содержит произведения художников Русского Севера, а на изображениях много северо-русских святых, редко встречающихся в обычной иконописной практике. Вместе с тем, мастера, вызываемые в Москву для работы при дворе, возвращаясь домой, распространяли приемы и шаблоны, приобретённые в столице.

## Галерея

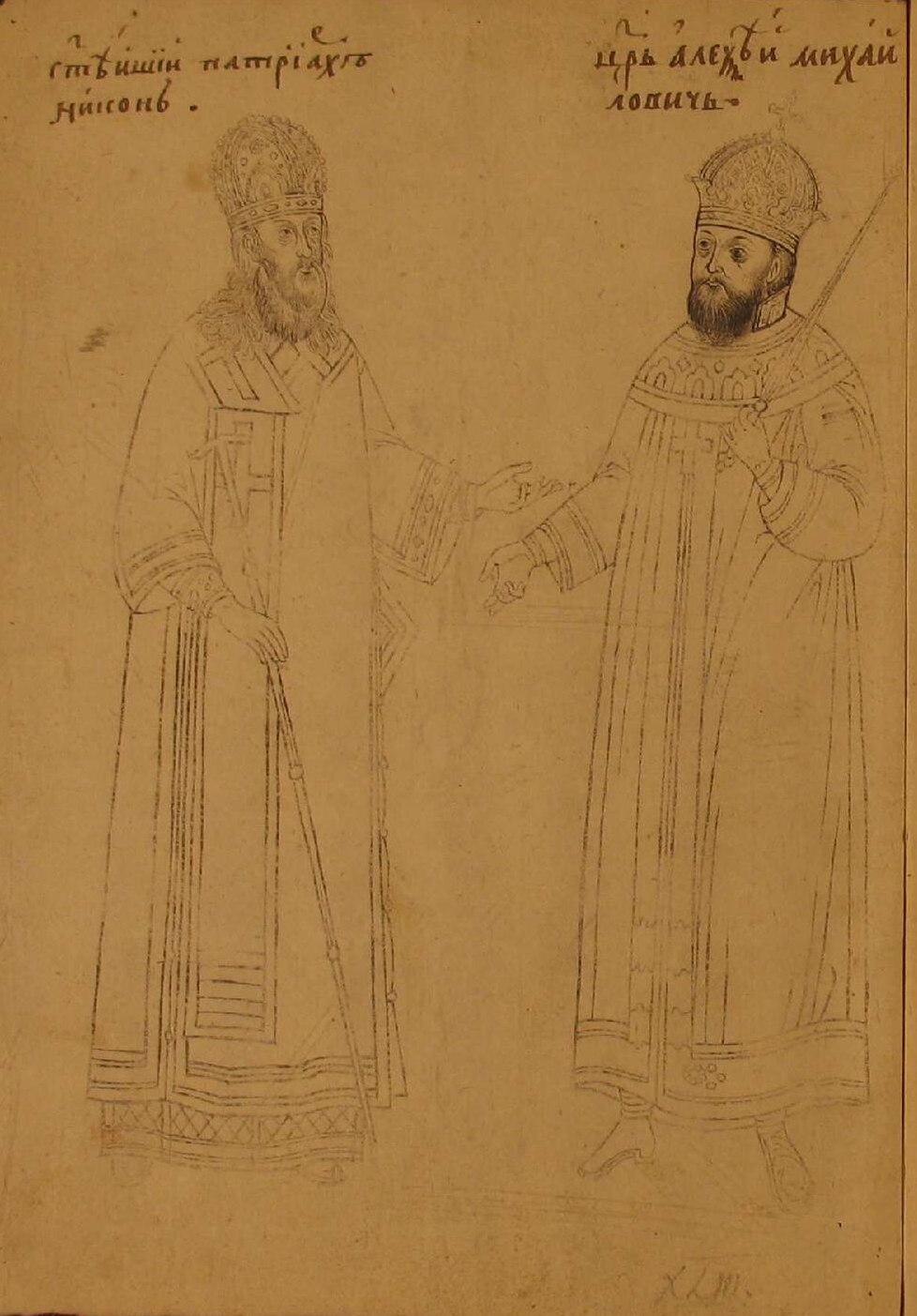
Неизвестный автор. Алексей Михайлович и патриарх Никон.
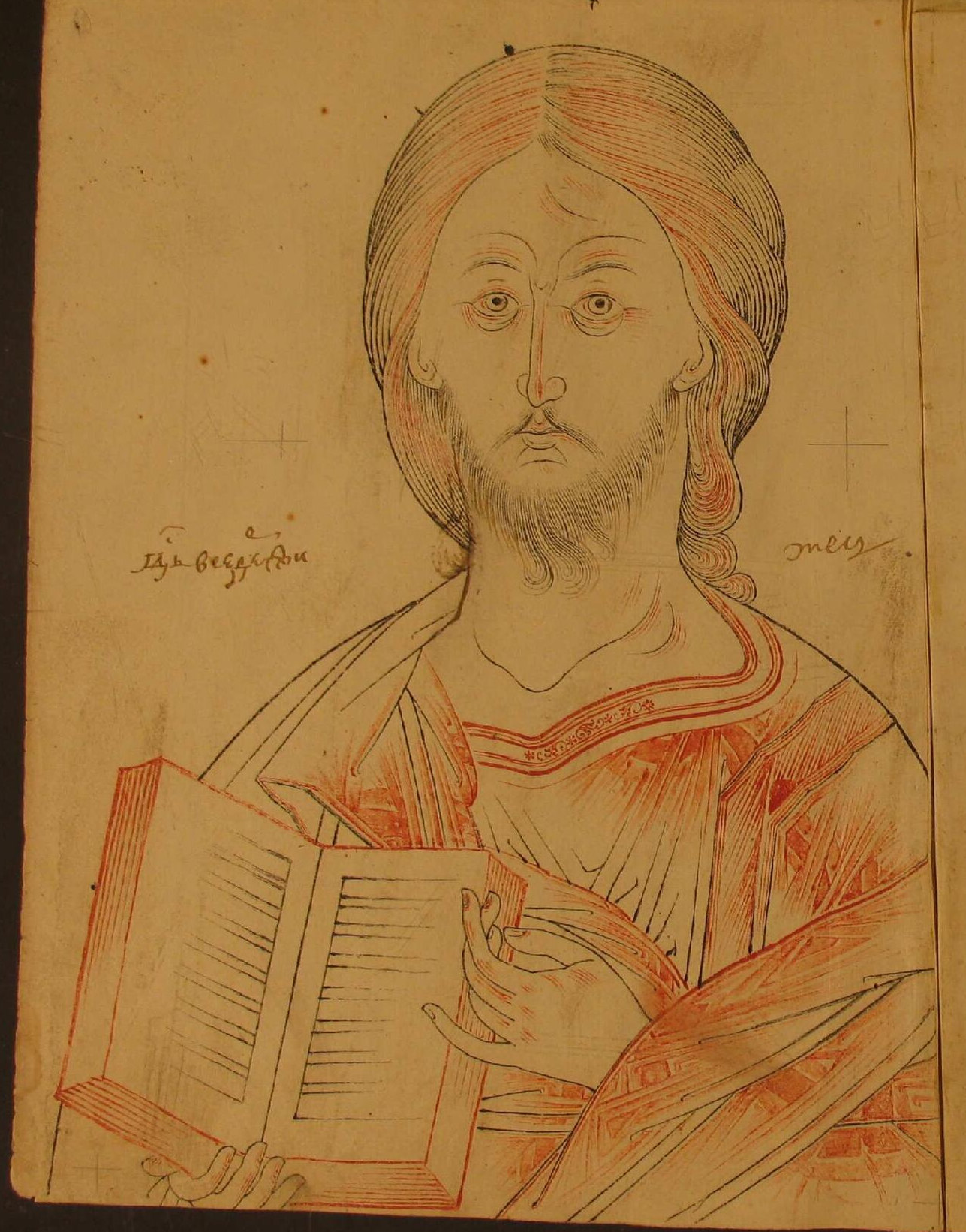
Прокопий Чирин. Спас. Деисус.
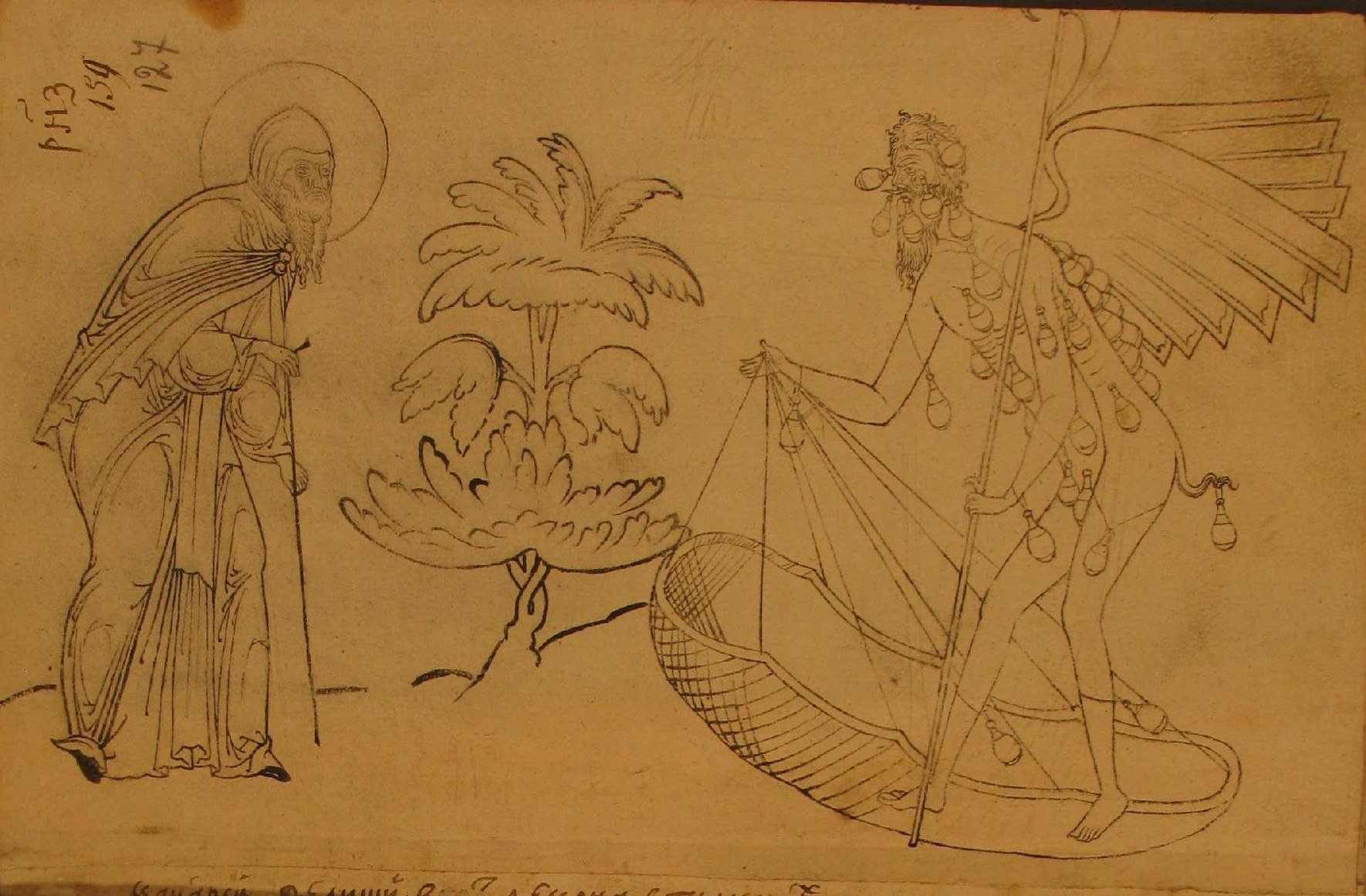
Неизвестный автор. Макарий Египетский и бес.
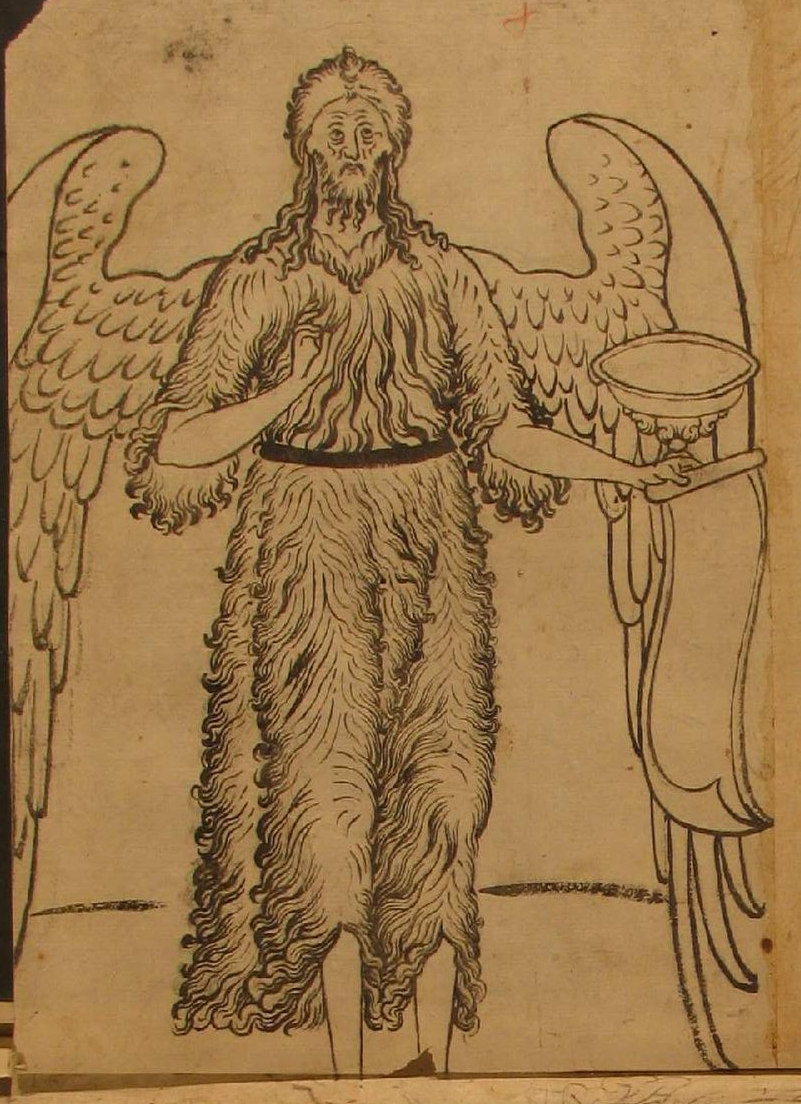
Никодим Сийский  (Василий Мамонтов). Иоанн Предтеча.
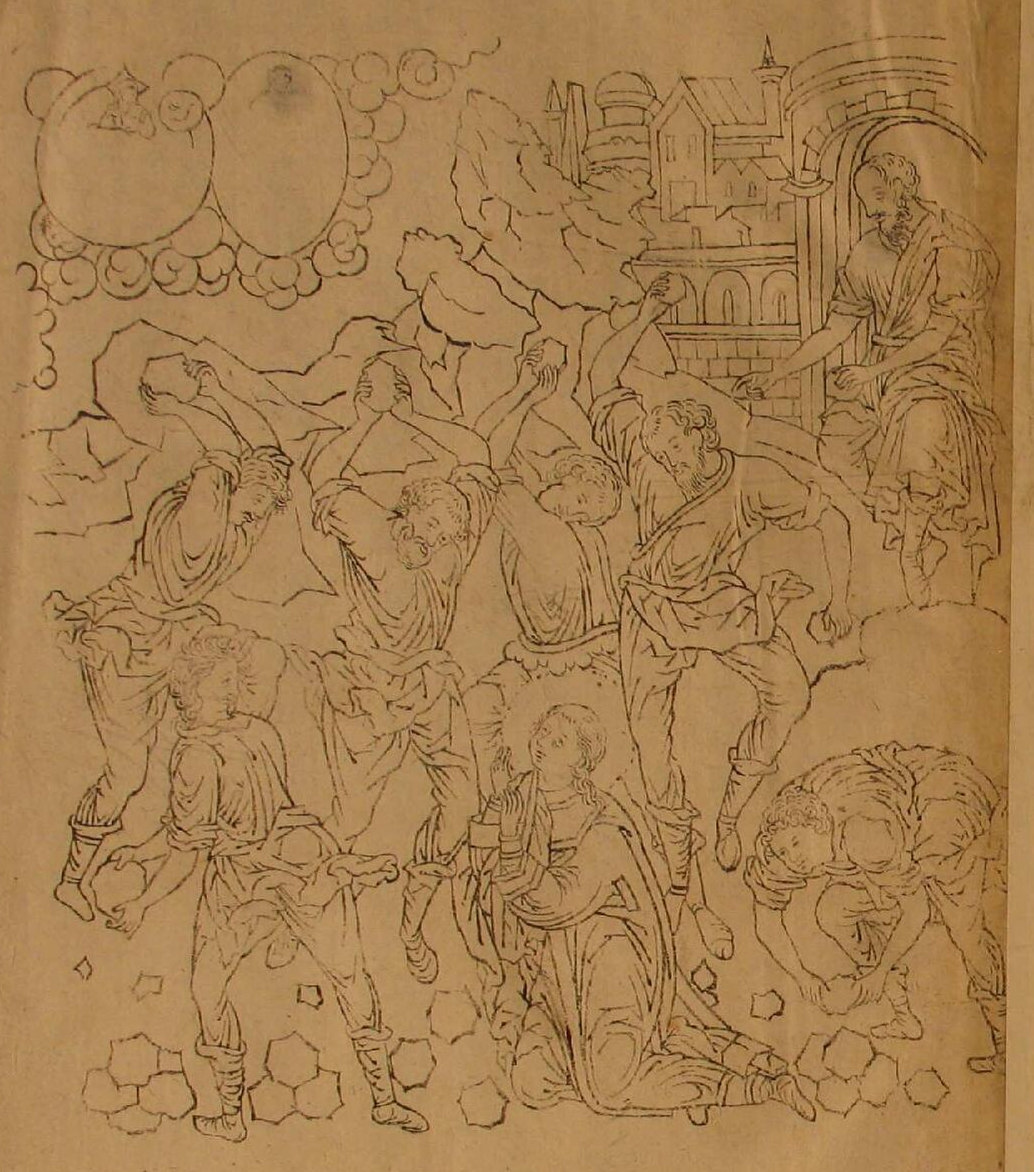
Никодим Сийский  (Василий Мамонтов). Мученичество св. Стефана.
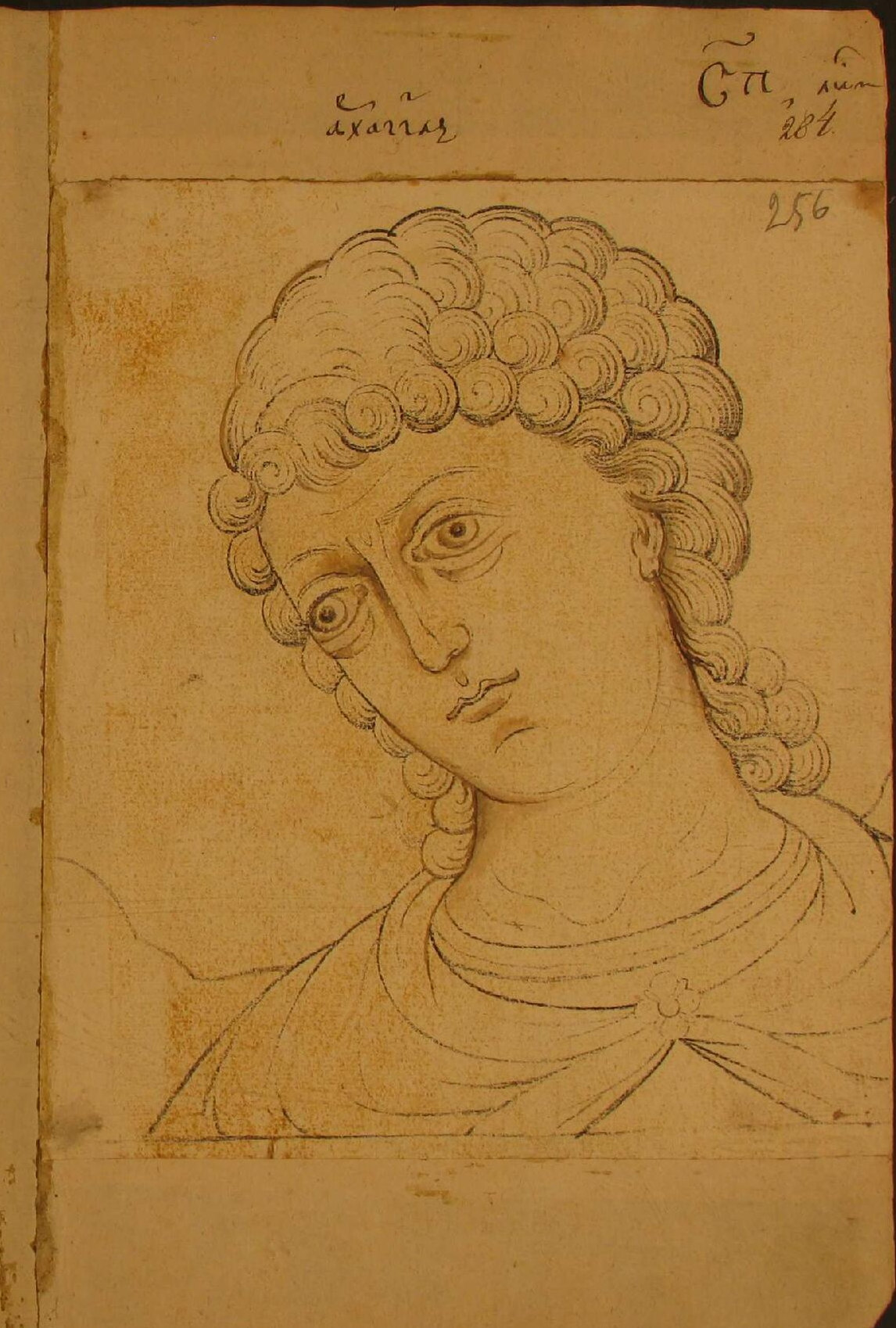
Никодим Сийский  (Василий Мамонтов). Архангел.